# آمریکایی آرام (فیلم ۱۹۵۸)
آمریکایی آرام (انگلیسی: The Quiet American) یک فیلم آمریکایی به کارگردانی جوزف ال. منکیه‌ویچ است که در سال ۱۹۵۸ منتشر شد. این فیلم نخستین اقتباس سینمایی از رمان آمریکایی آرام نوشته گراهام گرین است.

## بازیگران
- آودی مورفی
- مایکل ردگریو
- کلود دوفا
- جورجا مول
- بروس کابوت
- ریچارد لو